# Wilhelm von Wentzel
Karl Wilhelm Leopold Alexander von Wentzel (* 1. Juni 1791 in Berlin; † 29. Dezember 1868 in Brandenburg an der Havel) war ein preußischer Generalleutnant.

## Leben

### Herkunft
Wilhelm war ein Sohn des preußischen Oberstleutnants und Chefs der 7. Invaliden-Kompanie Friedrich von Wentzel (1754–1825) und dessen Ehefrau Sabine, geborene von Dittmar (1767–1791), einer Tochter des Generalmajors Johann Wilhelm von Dittmar.

### Militärkarriere
Wentzel trat am 1. Februar 1802 als Gefreitenkorporal in das Infanterieregiment „von Winning“ der Preußischen Armee ein und avancierte bis Ende Juni 1804 zum Fähnrich. Im Vierten Koalitionskrieg wurde er nach der Schlacht bei Auerstedt inaktiv gestellt.
Am 11. August 1809 kam er als Sekondeleutnant mit Patent vom 23. Januar 1808 zurück zur Infanterie, wurde Anfang März 1813 in das 3. Reserve-Bataillon des 1. Westpreußischen Infanterie-Regiments versetzt und am 6. Juni 1813 dem III. Bataillon des Colbergschen Infanterie-Regiments aggregiert. Während der Befreiungskriege kämpfte Wentzel in der Schlacht bei Großbeeren und wurde bei Dennewitz verwundet. Er nahm an den Belagerungen von Herzogenbusch sowie Antwerpen teil und wurde mit dem Eisernen Kreuz II. Klasse ausgezeichnet. Am 19. Januar 1814 wurde er in das 29. und am 8. April 1815 in das 31. Infanterie-Regiment versetzt. Mit diesem kämpfte er im Sommerfeldzug von 1815 in der Schlacht bei Ligny, wo Wentzel erneut verwundet wurde.
Am 10. Oktober 1815 kam er als Kapitän und Kompaniechef in das 25. Infanterie-Regiment. Bis Mitte September 1841 stieg er zum Oberstleutnant auf, bevor man ihn am 30. März 1844 als Oberst mit der Führung des 37. Infanterie-Regiments beauftragte. Seine Ernennung zum Regimentskommandeur erfolgte am 14. Januar 1845. Daran schloss sich vom 25. September bis zum 11. Oktober 1849 eine Verwendung als Kommandeur der 5. und anschließend der 6. Infanterie-Brigade an. Als Generalmajor wurde Wentzel am 4. Mai 1852 Kommandeur der 12. Infanterie-Brigade. In dieser Stellung erhielt er Mitte August 1854 den Stern zum Roten Adlerorden II. Klasse mit Eichenlaub. Unter Verleihung des Charakters als Generalleutnant nahm Wentzel am 31. Oktober 1854 seinen Abschied mit Pension und wurde am 25. Juni 1857 mit Pension zur Disposition gestellt. Er starb am 29. Dezember 1868 in Brandenburg an der Havel.

### Familie
Wentzel heiratete am 3. August 1826 in Berlin Friederike von Guretzki-Cornitz (1797–1848), mit der er folgende Kinder hatte:
- Luise Charlotte Amalie Wilhelmine Emilie (1827–1853) ⚭ 1949 Bernhard von Schkopp (1817–1904), preußischer General der Infanterie
- Adelheid Johanna Karoline Wilhelmine (* 1828), Äbtissin des Klosters Heligengrabe
- Marie Helene Amaline (1829–1909) ⚭ 1847 Bruno von Francois (1818–1870), preußischer Generalmajor
- Hugo Ludwig Otto (1839–1897), preußischer Generalmajor ⚭ 1869 Magdalena Klara Friederike von Graevenitz (* 1836)
- Hermann Friedrich Wilhelm Ferdinand (1834–1840)

Nach dem Tod seiner ersten Frau heiratete er am 2. Dezember 1850 in Torgau Antonie von Giese (1826–1884). Das Paar hatte mehrere Kinder:
- Manfred Wilhelm Alexander (1852–1870), preußischer Sekondeleutnant der an den Folgen seiner bei Sedan erlittenen Verwundungen starb
- Katharine (Käthe) Mathilde Eugenie Luise (* 30. September 1853; † 6. Mai 1928)

⚭ 1873 (Scheidung) Friedrich Carl Jaspar von Oertzen (1845–1903), Pächter von Rütschow
⚭ 1889 Otto von Briesen († 1905), preußischer Generalleutnant
⚭ 1913 (Scheidung 1917) Balduin von Eickstedt († 4. November 1918), Herr auf Tarnow
- Hans Friedrich Leopold (* 1. April 1855; † 18. Juli 1929)

⚭ 30. Mai 1885 (Scheidung) Garce Darling Barlow (* 1864)
⚭ 1915 Heloise Johanna Reuleaux verwitwete Kupferberg (* 4. Februar 1854), Tochter von Ludwig Reuleaux